# Дис Патер
Дис Патер (на латински: Dis Pater, също Dispater или Dis) е римски бог на подземния свят.
Той е другото име (facette) на римските богове на подземния свят Плутон и Оркус. Неговият култ, заедно с този към Прозерпина, е въведен като държавен култ в Рим през 249 пр.н.е. в първите години на Римската република по нареждане от Сибилските книги.
Той има олтар (на латински: Ara Ditis Patris et Proserpinae) до олтара на Сатурн и на Марсовото поле заедно с Прозерпина подземен олтар, който се откривал само при жертвоприношение (например при Секуларските игри, Ludi Saeculares или Ludi Terentini). Жертвали му черни живитни.
Юлий Цезар пише в своите Записки за Галската война, че галските келти смятат Dis Pater за прародител на техния народ.